# Nefertari II
Nefertari fue una princesa y reina de Egipto de la dinastía XIX. Era la tercera hija del faraón Ramsés II y la segunda que tuvo con Nefertari.

## Biografía
No se sabe mucho de ella, aunque parece que murió joven. Se la representa frente a las piernas del segundo coloso del norte ante el templo de Abu Simbel. Figura como una niña, todavía con su trenza de la infancia, con un paño en una mano y un sistro en la otra.
Para unos especialistas habría sido esposa de su padre. Si este fuera el caso, no se sabe de ningún hijo de esta unión. Para otros fue la esposa de Amenherjepeshef que tuvo una esposa llamada Nefertari, aunque se desconoce si es ella misma. Se la designa como Hija del rey en la procesión de princesas reproducida en el muro este del patio del templo.